# Klas Ingesson
Klas Ingesson (Ödeshög, Švedska, 20. kolovoza 1968. – Ödeshög, Švedska, 29. kolovoza 2014.) bio je švedski nogometni trener te bivši nogometaš i nacionalni reprezentativac. Bio je član švedske reprezentacije koja je osvojila broncu na Svjetskom prvenstvu 1994. Osim na tom turniru, nastupao je i na Svjetskom prvenstvu 1990. te EURU 1992.
Preminuo je 29. kolovoza 2014. od raka leđne moždine koji mu je dijagnosticiran 2009. Tada mu se rak povukao nakon terapije, međutim, kobna bolest se vratila 2014. zbog koje je Ingesson preminuo u dobi od svega 46 godina.

## Pogodci za reprezentaciju
| #   | Datum              | Mjesto                          | Protivnik      | Pogodak | Rezultat | Natjecanje                          |
| --- | ------------------ | ------------------------------- | -------------- | ------- | -------- | ----------------------------------- |
| 1.  | 31. svibnja 1989.  | Örebro, Švedska                 | Alžir          | 1 : 0   | 2 : 0    | Prijateljska utakmica               |
| 2.  | 31. svibnja 1989.  | Örebro, Švedska                 | Alžir          | 2 : 0   | 2 : 0    | Prijateljska utakmica               |
| 3.  | 8. listopada 1989. | Stockholm, Švedska              | Albanija       | 2 : 1   | 3 : 1    | Kvalifikacije za SP u Italiji 1990. |
| 4.  | 16. veljače 1990.  | Dubai, UAE                      | UAE            | 2 : 0   | 2 : 0    | Prijateljska utakmica               |
| 5.  | 25. travnja 1990.  | Stockholm, Švedska              | Wales          | 3 : 1   | 4 : 2    | Prijateljska utakmica               |
| 6.  | 25. travnja 1990.  | Stockholm, Švedska              | Wales          | 4 : 2   | 4 : 2    | Prijateljska utakmica               |
| 7.  | 7. svibnja 1992.   | Stockholm, Švedska              | Poljska        | 3 : 0   | 5 : 0    | Prijateljska utakmica               |
| 8.  | 9. rujna 1992.     | Helsinki, Finska                | Finska         | 1 : 0   | 1 : 0    | Kvalifikacije za SP u SAD-u 1994.   |
| 9.  | 11. studenog 1992. | Ramat Gan, Izrael               | Izrael         | 3 : 1   | 3 : 1    | Kvalifikacije za SP u SAD-u 1994.   |
| 10. | 4. svibnja 1994.   | Stockholm, Švedska              | Nigerija       | 3 : 1   | 3 : 1    | Prijateljska utakmica               |
| 11. | 12. lipnja 1994.   | Mission Viejo, Kalifornija, SAD | Rumunjska      | 1 : 0   | 1 : 1    | Prijateljska utakmica               |
| 12. | 7. rujna 1994.     | Reykjavík, Island               | Island         | 1 : 0   | 1 : 0    | Kvalifikacije za EURO 1996.         |
| 13. | 24. travnja 1996.  | Belfast, Sjeverna Irska, UK     | Sjeverna Irska | 2 : 0   | 2 : 1    | Prijateljska utakmica               |

## Osvojeni trofeji

### Klupski trofeji
| Klub         | Trofej            | Godina / sezona |
| Švedska      | Švedska           | Švedska         |
| ------------ | ----------------- | --------------- |
| IFK Göteborg | Kup UEFA          | 1986./87.       |
| IFK Göteborg | Švedsko prvenstvo | 1990.           |
| Italija      |                   |                 |
| Bologna      | Intertoto kup     | 1998.           |

### Reprezentativni trofeji
| Turnir                     | Trofej | Godina |
| -------------------------- | ------ | ------ |
| Svjetsko prvenstvo u SAD-u | Bronca | 1994.  |

## Vanjske poveznice
- Weltfussball.de
- Transfermarkt.de